# Майко Олександр Федорович
Олекса́ндр Фе́дорович Майко (11 липня 1922, Нове Поріччя — 12 вересня 1979) — український скульптор.

## Біографія
Учасник Другої світової війни. Нагороджений медалями та орденом «Знак пошани». 1953 року закінчив Львівський інститут декоративного і прикладного мистецтва. Член Спілки художників УРСР. Від 1956 року брав участь у республіканських виставках, від 1962 — у закордонних. Член КПРС від 1958 року. Проживав у Львові на вулиці Чумацькій. Помер 12 вересня 1979 року.
Роботи
- Пам'ятники загиблим землякам у Сокалі (1956)[4], у смт Гніздичів (1970)[4], селах Кнісело (1971)[5], Орів (1974).[4]
- Статуя Володимира Леніна для зали засідань Верховної Ради Молдавської РСР (1956).[1]
- «Голова селянина» (1958).[1]
- Портрет Карла Маркса (1963).[1]
- Пам'ятник Володимирові Леніну в Унгенах у Молдові (1963).[1]
- Пам'ятник Іванові Солтису в селі Кузьмін у Молдові (1965, бронза, співавтор С. Васильєв).[6]
- Пам'ятник «Борцям за владу Рад» в Кишиневі (1966, співавтори І. Понятовський, Л. Фітов).[7]
- Пам'ятник Карлові Марксу в Кишиневі (1967, архітектор Ф. Наумов).[7]
- Пам'ятник першим комсомольцям у селі Яструбичі (1968, співавтори архітектор Анатолій Консулов, скульптор Валентин Борисенко).[8]
- Пам'ятник Герою Радянського Союзу С. С. Пустельникову в селі Варяж (1970, архітектор Анатолій Консулов).[9]
- Меморіальний комплекс на честь радянських солдатів у Кишиневі (1975, у співавторстві).[10]